# Patrick Pruaitch
Patrick Pruaitch, né le 29 juin 1964 dans le village d'Ulau dans le Sepik occidental, dans ce qui est alors le Territoire australien de Papouasie-Nouvelle-Guinée, est un homme politique papou-néo-guinéen.

## Biographie
Titulaire d'une licence d'Économie de l'Université de Papouasie-Nouvelle-Guinée, il suit un apprentissage en gestion auprès de l'entreprise South Pacific Holdings Ltd, qui produit de la bière. Il travaille pour cette entreprise pendant dix ans, devenant à terme responsable de ses opérations commerciales dans la province de Nouvelle-Bretagne orientale et les îles alentour. En mai 1998, il rejoint la compagnie pétrolière Shell, et y occupe pendant trois ans et demi la fonction de gestionnaire de vente au détail pour la région Momase.
Il est élu une première fois au Parlement national lors des élections législatives de juin 2002, comme député sans étiquette pour sa circonscription natale d'Aitape-Lumi, dans la province du Sepik occidental. Il rejoint le Parti de l'alliance nationale, parti du Premier ministre Sir Michael Somare ; ce dernier le nomme ministre des Forêts le 13 août, puis ministre chargé des relations avec le Parlement en mai 2004. Du 3 août 2004 au 7 janvier 2005, il est conjointement ministre des Terres. Du 3 avril 2006 au 23 juin 2006, il est ministre des Finances.
Réélu député en 2007, il est une nouvelle fois nommé ministre des Finances, ainsi que des Forêts, par le Premier ministre Michael Somare le 13 août 2007. En juin 2010, il est suspendu de ses fonctions législatives et exécutives en raison de soupçons de faute professionnelle. Réélu député à nouveau en 2012, il est nommé ministre des Forêts et du Changement climatique par le Premier ministre Peter O'Neill au mois d'août. 
En mars 2014, il devient ministre du Trésor. En avril 2017, il crée la surprise en critiquant publiquement la gestion de l'économie par le gouvernement dont il est membre. Il exprime ses doutes quant à la volonté réelle de Peter O'Neill de freiner l'accroissement des dépenses publiques alors que la dette publique s'accroît. Son parti étant nécessaire au maintien du gouvernement de coalition, il est maintenu dans ses fonctions. Le mois suivant, toutefois, il accuse O'Neill de ne pas suffisamment financer les services de police en préparation des élections législatives du mois de juin ; il est limogé le 12 mai, mais demeure membre du gouvernement en tant que ministre sans portefeuille.
À l'issue des élections législatives de juin et juillet 2017, il prend la tête de la coalition des partis d'opposition parlementaire au gouvernement de Peter O'Neill, et nomme un cabinet fantôme. Il demeure chef de l'opposition après la démission de Peter O'Neill et l'élection de James Marape au poste de Premier ministre en mai 2019. En septembre 2019, toutefois, il rejoint la majorité parlementaire de ce dernier, avec les députés de son parti. En novembre il est nommé ministre des Affaires étrangères et du Commerce extérieur. 
Un an plus tard, le 24 novembre 2020, il quitte le gouvernement et rejoint l'opposition parlementaire, dont il est élu chef à la mi-décembre,. Il est battu dans sa circonscription d'Aitape-Lumi aux élections législatives de 2022, et Allan Bird lui succède comme chef du Parti de l'alliance nationale.